# Lycosoides
Lycosoides Lucas, 1846 é um género de aranhas pertencente à família Agelenidae com distribuição natural nas regiões de clima mediterrânico do Norte de África, sudoeste e sul da Europa, Cáucaso e Macaronésia.

## Espécies
O género Lycosoides Lucas, 1846 inclui as seguintes espécies (The World Spider Catalog 12.0):
- Lycosoides caparti (de Blauwe, 1980) — Marrocos, Argélia
- Lycosoides coarctata (Dufour, 1831) — Mediterrâneo, Açores
- Lycosoides crassivulva (Denis, 1954) — Marrocos
- Lycosoides flavomaculata Lucas, 1846 — Mediterrâneo
- Lycosoides instabilis (Denis, 1954) — Marrocos
- Lycosoides lehtineni Marusik & Guseinov, 2003 — Azerbaijão
- Lycosoides leprieuri (Simon, 1875) — Argélia, Tunísia
- Lycosoides parva (Denis, 1954) — Marrocos
- Lycosoides subfasciata (Simon, 1870) — Marrocos, Argélia
- Lycosoides variegata (Simon, 1870) — Espanha, Marrocos, Argélia

O género Lycosoides pertence à família Agelenidae, incluindo as espécies acima, o que permite construir o seguinte cladograma segundo o Catalogue of Life:
| Lycosoides | \| \| Lycosoides caparti \| \| \| \| \| \| Lycosoides coarctata \| \| \| \| \| \| Lycosoides crassivulva \| \| \| \| \| \| Lycosoides flavomaculata \| \| \| \| \| \| Lycosoides instabilis \| \| \| \| \| \| Lycosoides lehtineni \| \| \| \| \| \| Lycosoides leprieuri \| \| \| \| \| \| Lycosoides parva \| \| \| \| \| \| Lycosoides subfasciata \| \| \| \| \| \| Lycosoides variegata \| \| \| \| |
|            | \| \| Lycosoides caparti \| \| \| \| \| \| Lycosoides coarctata \| \| \| \| \| \| Lycosoides crassivulva \| \| \| \| \| \| Lycosoides flavomaculata \| \| \| \| \| \| Lycosoides instabilis \| \| \| \| \| \| Lycosoides lehtineni \| \| \| \| \| \| Lycosoides leprieuri \| \| \| \| \| \| Lycosoides parva \| \| \| \| \| \| Lycosoides subfasciata \| \| \| \| \| \| Lycosoides variegata \| \| \| \| |
|            | Lycosoides caparti |
|            | |
|            | Lycosoides coarctata |
|            | |
|            | Lycosoides crassivulva |
|            | |
|            | Lycosoides flavomaculata |
|            | |
|            | Lycosoides instabilis |
|            | |
|            | Lycosoides lehtineni |
|            | |
|            | Lycosoides leprieuri |
|            | |
|            | Lycosoides parva |
|            | |
|            | Lycosoides subfasciata |
|            | |
|            | Lycosoides variegata |
|            | |